# Hyper+
Hyper+ – telewizyjny blok programowy poświęcony grom komputerowym i anime, nadawany w latach 2001–2014 przez 4 godziny dziennie, od 22:00 do 02:00, na kanale zajmowanym w ciągu dnia przez stację teleTOON+. Według danych właściciela, docierał on do blisko dwóch milionów gospodarstw domowych.

## Historia
Hyper po raz pierwszy pojawił się na ekranach telewizorów 1 września 2001, zastępując kanał Game One o podobnej tematyce. Według założeń ówczesnego kierownictwa kanałów tematycznych grupy Canal+ Cyfrowy, Hyper miał być dorosłym uzupełnieniem oferty stacji telewizyjnej dla dzieci MiniMax (potem ZigZap, obecnie teleTOON+). Początkowo Hyper był emitowany od 20:00 do 00:00, od marca 2005 do sierpnia 2011 był emitowany od 21:00 do 01:00, zaś w ostatnich latach swojego istnienia był emitowany od 21:00 do 00:00 (wrzesień 2011 – sierpień 2012), od 21:30 do 01:00 (wrzesień 2012 – sierpień 2013) oraz od 22:00 do 02:00 (wrzesień 2013 – czerwiec 2014).
1 kwietnia 2010 roku blok programowy Hyper zmienił logo i oprawę graficzną oraz zaczął nadawać wszystkie programy w formacie 16:9. Od 11 listopada 2011 do dotychczasowej nazwy kanału dołączono znak „+” i została uruchomiona wersja HDTV kanału. 1 września 2012 Hyper+ zmienił czas emisji od 21:30 do 01:00. 1 września 2013 Hyper+ zmienił czas emisji od 22:00 do 02:00. 1 lipca 2014 teleTOON+ wydłużył godziny emisji kosztem Hypera+, blok tym samym przestał istnieć. 

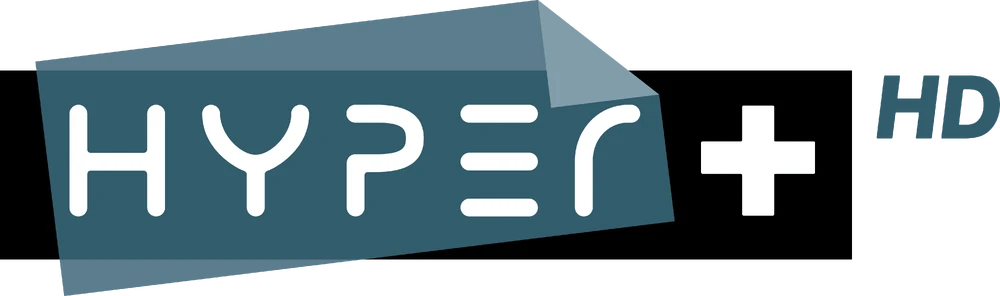
Logo wersji HDTV kanału

## Programy Hypera i Hyper+
- Arena N-Gage
- Best Of
- Był sobie Hyper
- Duel of Titles
- E-Sport
- Electronic Entertainment Expo Zone
- Fresh Air
- Gadget Test
- Game 4 You
- Game Factory
- Game Play
- Game Stars Live
- Games Convention
- Gamez!
- Hall of Fame
- History
- Hit Zone
- Hot News
- Hyper Classic
- Hyper Express
- Hyper Original
- Java Games
- Joint
- Klipy
- Making of
- Odjazdy nie zalecane
- On The Road
- Replay
- Review Territory
- Science Fiction and Fantasy
- Ściągawki: komputer, świat gry/Ściągawki
- Tajne kody Playa
- Talking Heads
- Technology
- Top Secret
- Trailers
- Xyber World

## Anime
- Afro Samurai (2007)
- Arjuna – córka Ziemi (2001)
- Allison & Lillia (2008)
- Black Lagoon (2006)
- Bleach (2004–2012)
- Brama piekieł (2007)
- Chobits (2002)
- Colourcloud Palace (2006–2007)
- Cowboy Bebop (1998–1999)
- Crest of the Stars (1999)
- Cybersix (1999)
- Dankūga Nova (2007)
- Death Note (2006–2007)
- Eureka Seven (2005–2006)
- Fullmetal Alchemist (2003–2004)
- Fullmetal Alchemist: Brotherhood (2009–2010)
- Full Metal Panic! (2002)
- Ghost in the Shell: Stand Alone Complex (2002–2003)
- Geneshaft (2001)
- Gilgamesh (2003–2004)
- Gin’iro no kami no Agito (2006)
- Great Teacher Onizuka (1999–2000)
- Grobowiec świetlików (1988)
- Gundam Wing (1995–1996)
- "Ciekawostki Kwina (2001-2005)"
- Gunslinger Girl (2003–2004)
- Hellsing (2001–2002)
- Humanoid Monster Bem (2006)
- Iria: Zeiram the Animation (1994)
- Kronika wojny na Lodoss (1998)
- Last Exile (2003)
- Mononoke (2007)
- Neon Genesis Evangelion (1995–1996)
- Paprika (2006)
- Paranoia Agent (2004)
- Samurai Champloo (2004–2005)
- Tajemnica przeszłości (OVA, 1996/serial TV, 1995–1996)
- The Candidate for Goddess (2000)
- The Vision of Escaflowne (1996)
- Tsubasa Chronicle (2005–2006)
- Trigun (1998)
- Vampire Princess Miyu (1997–1998)
- Wirtualna Lain (1998)
- Wolf’s Rain (2003)
- "Ciekawostki Kwina (2001-2003)"